# Kunoy (villaggio)
Kunoy (IPA: [ˈkuːnɪ], danese: Kunø) è uno dei due villaggi presenti sull'omonima isola, nell'arcipelago delle Fær Øer. È situato sulla costa occidentale di Kunoy, di cui è il centro amministrativo. Nel 2015 la popolazione era di 71 abitanti.

## Storia
Il nome del villaggio di Kunoy compare per la prima volta nell'Hundabrævið. La chiesa locale fu costruita nel 1867 e per poter finanziare gli acquisti della pala d'altare e dei candelieri si decise che ogni pescatore donasse un pesce alla chiesa dopo ogni battuta di pesca. Il vicino villaggio di Haraldssund, sulla costa orientale, è comunque più antico di Kunoy, mentre il villaggio di Skarð è oggi disabitato. In passato la nave che portava la posta da Klaksvík rappresentava l'unico collegamento con il resto del mondo, e fu soltanto nel 1988 che fu costruito un collegamento stradale con Haraldssund. La strada fu poi resa più breve dall'apertura di un tunnel sotto la montagna, e poco dopo fu inaugurata una strada rialzata verso l'isola di Borðoy. Ciò permette ancora oggi che molti degli abitanti di Kunoy si rechino a Klaksvík per motivi di lavoro.

## Popolazione
| Anno        | 1985 | 1990 | 1995 | 2000 | 2005 | 2010 | 2015 |
| Popolazione | 46   | 48   | 58   | 67   | 72   | 78   | 71   |

## Flora

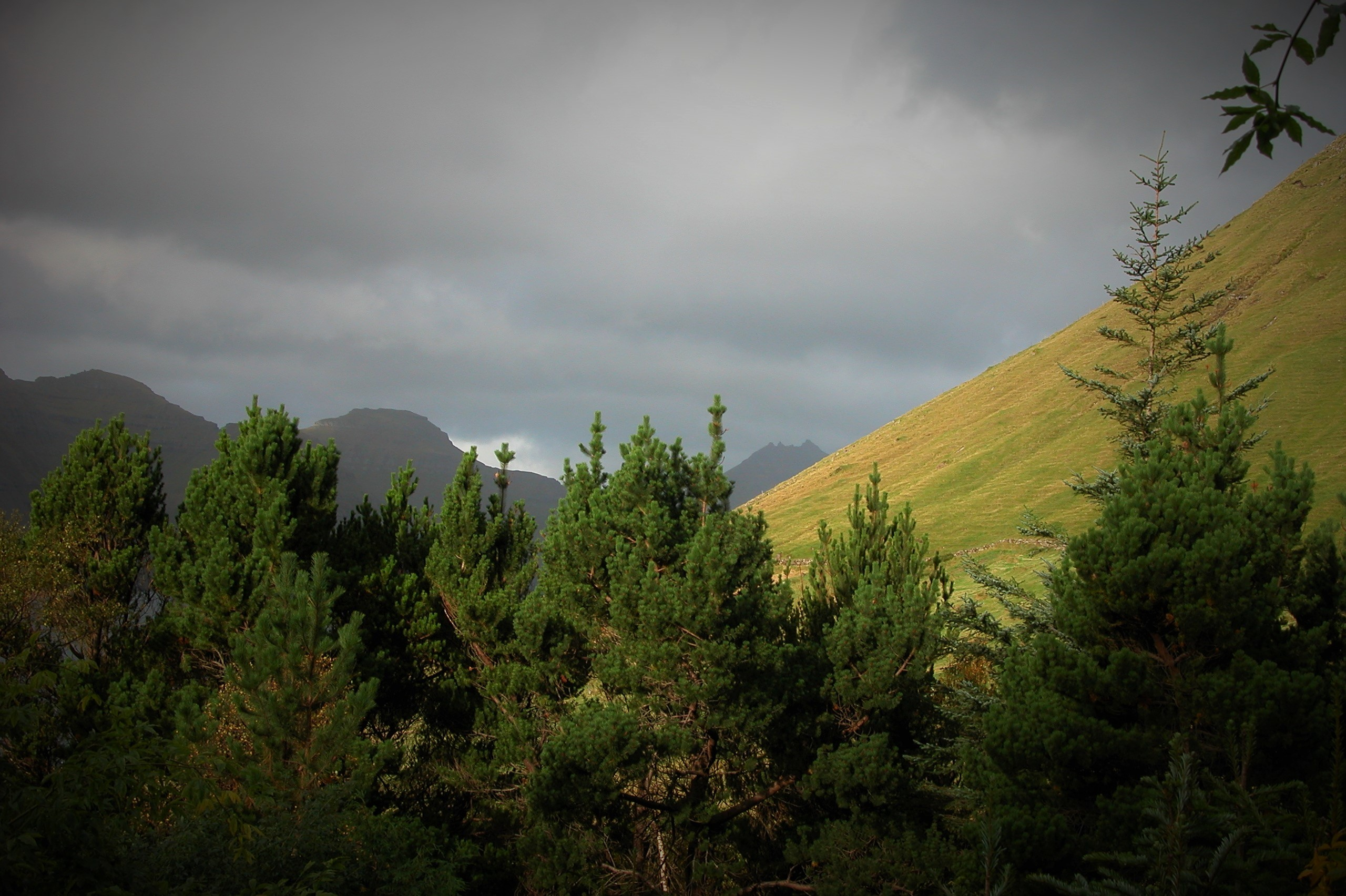
I pini silvestri a sud del villaggio.

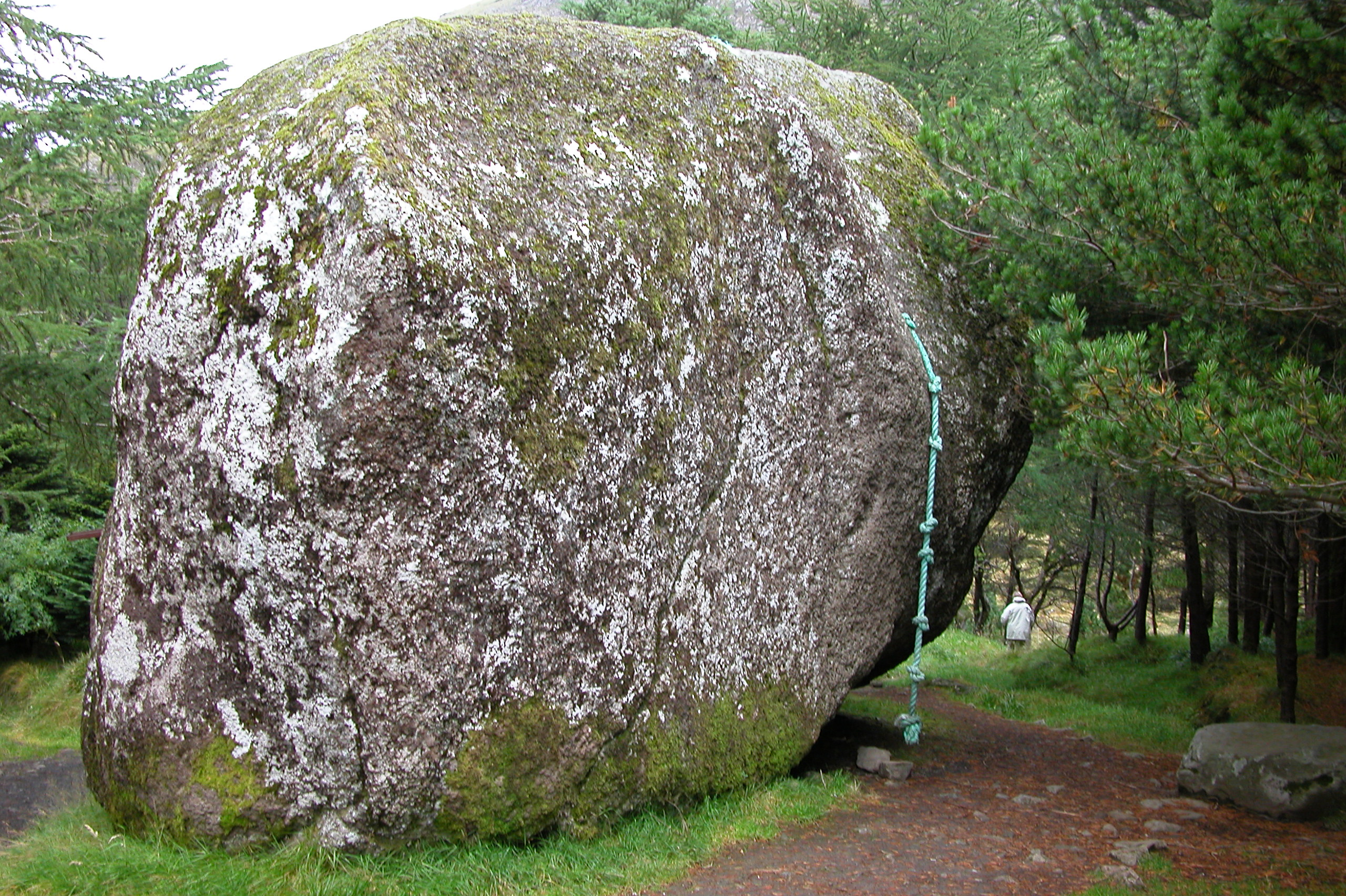
Il boschetto.

Nel 1914 furono piantati a sud del villaggio piantagioni per 17.000 m², creando così il boschetto oggi noto come Viðarlundin í Kunoy.

## Galleria d'immagini

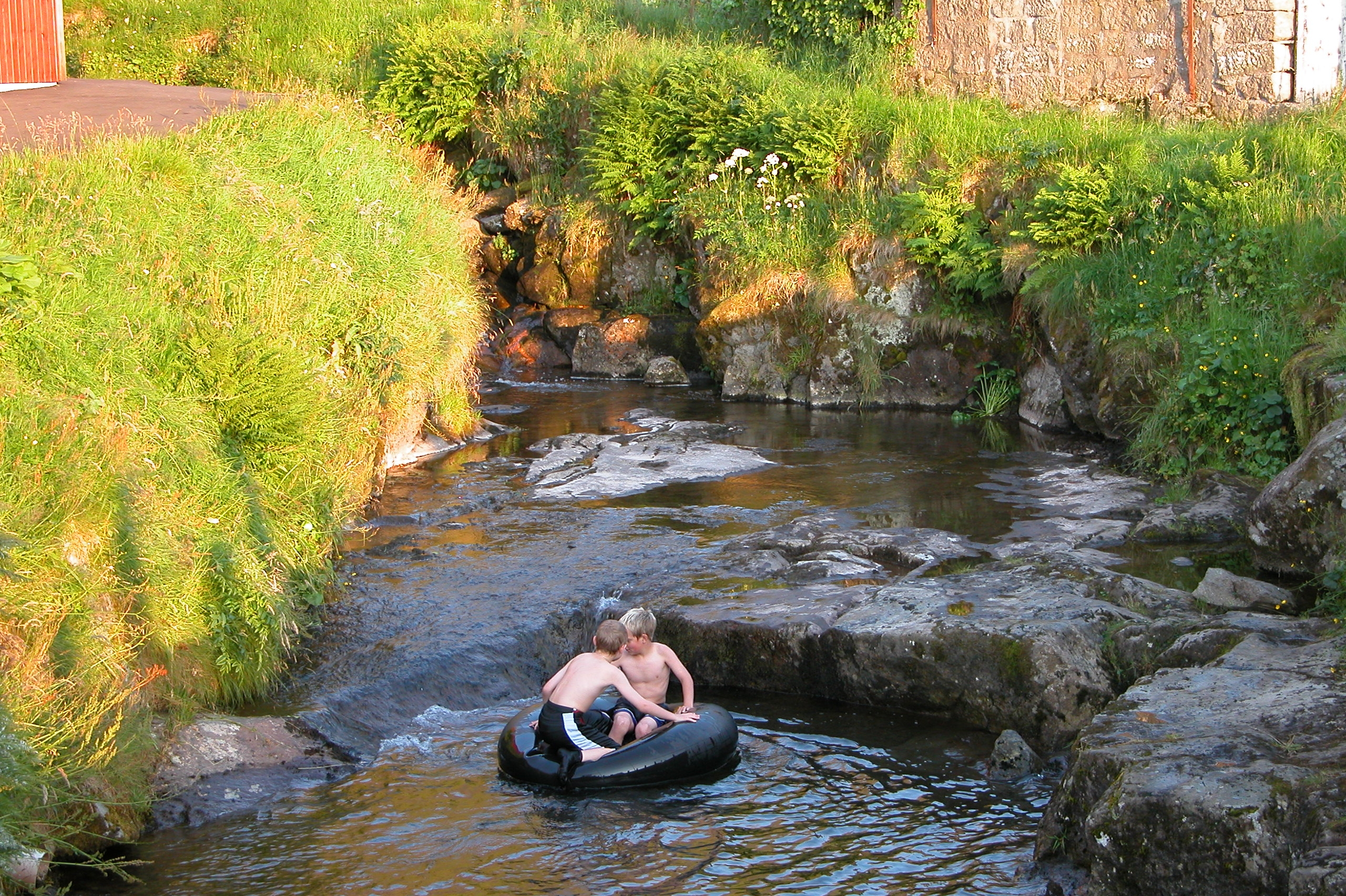
Il piccolo canale che passa per il villaggio
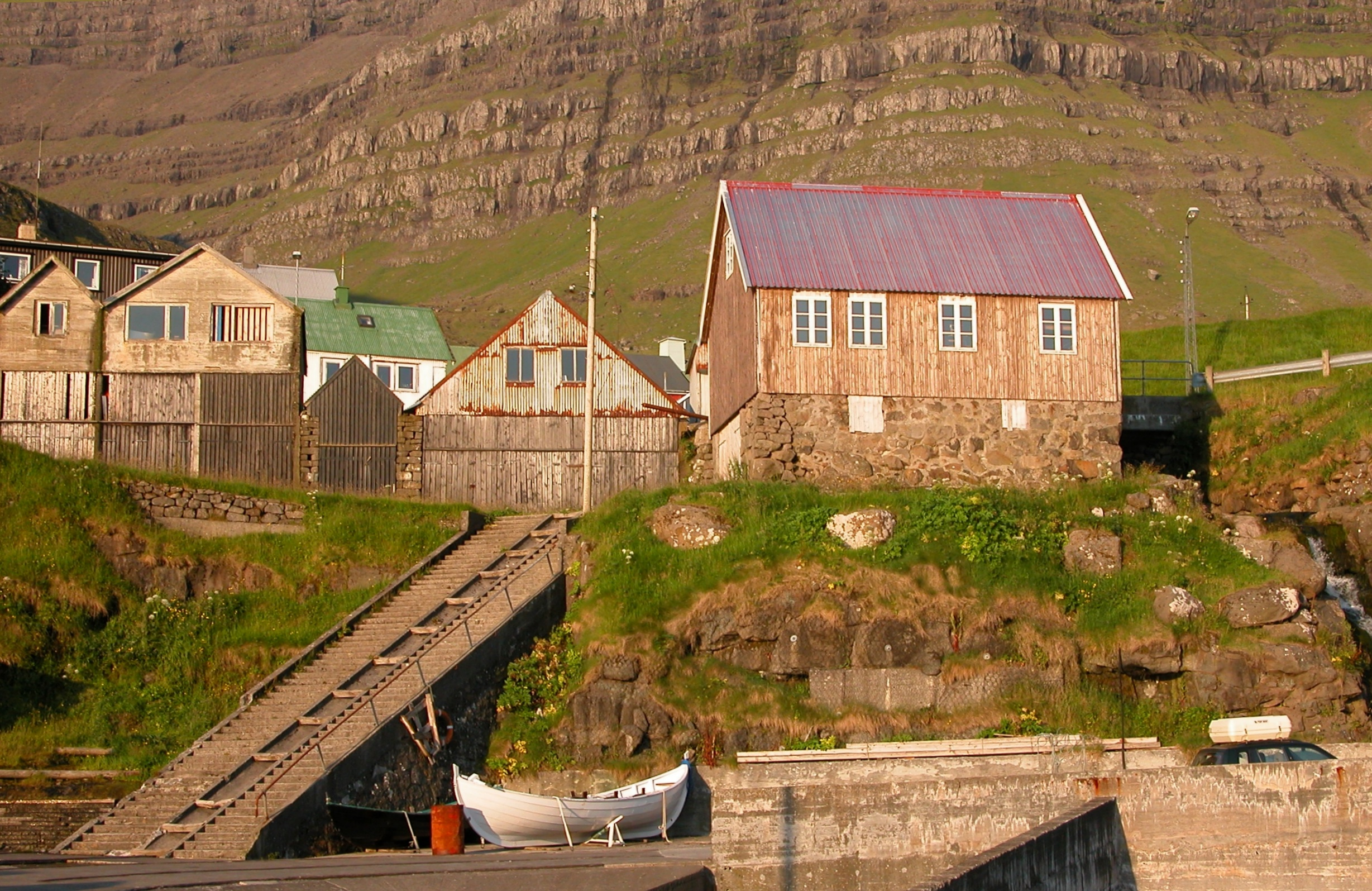
Il piccolo porto
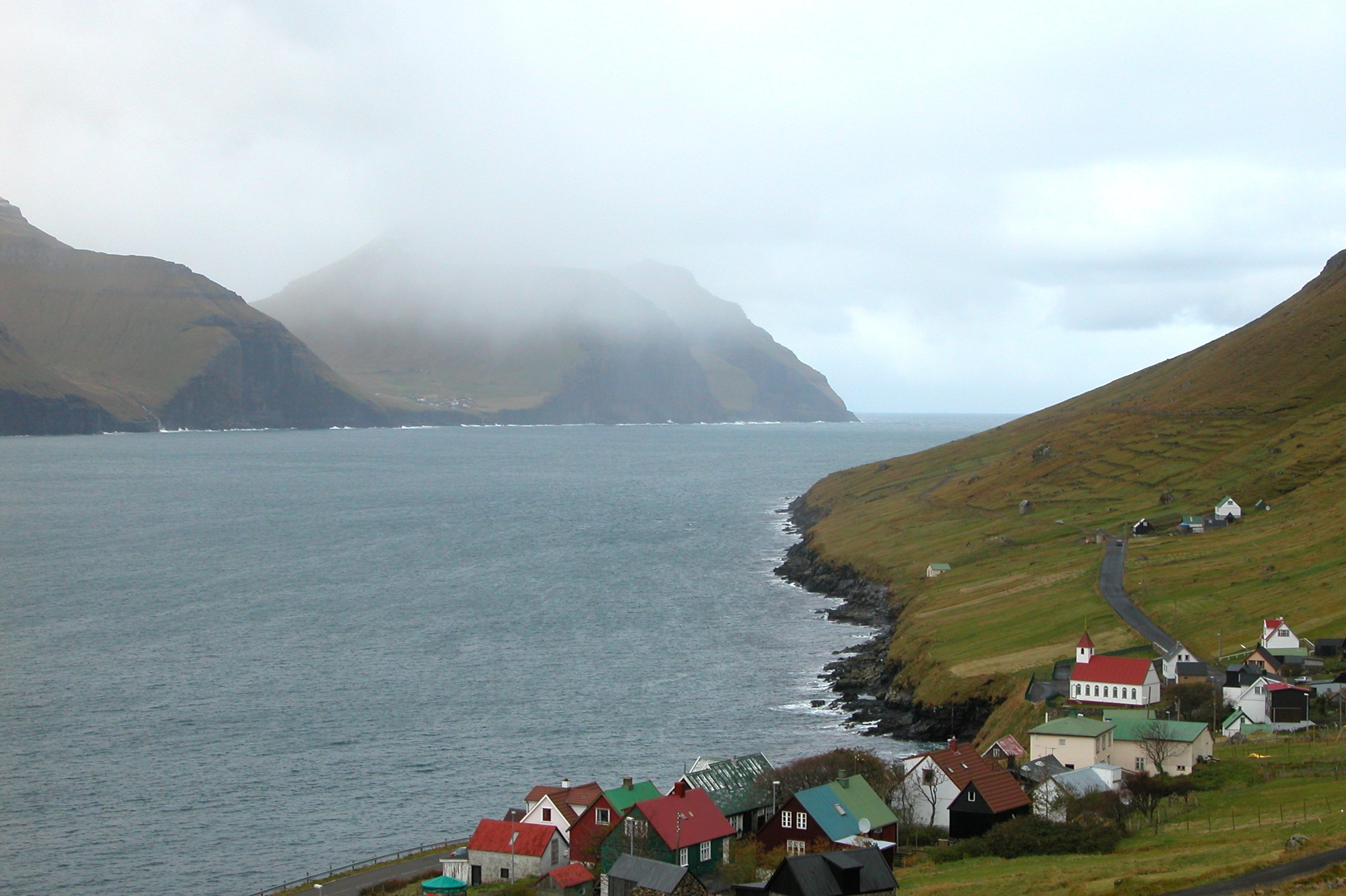
Panorama da Kunoy
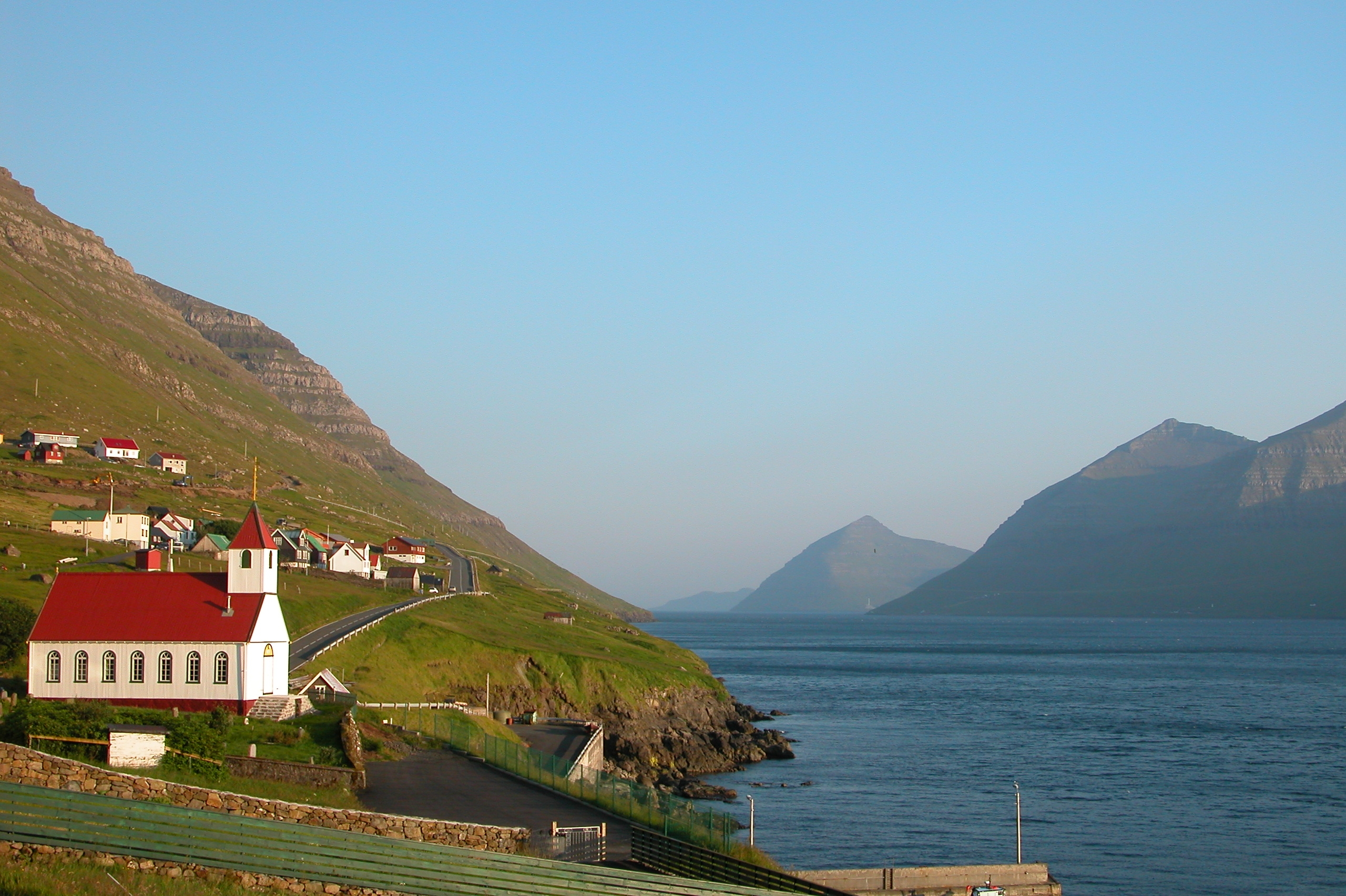
Panorama da Kunoy verso il Kalsoyarfjørður
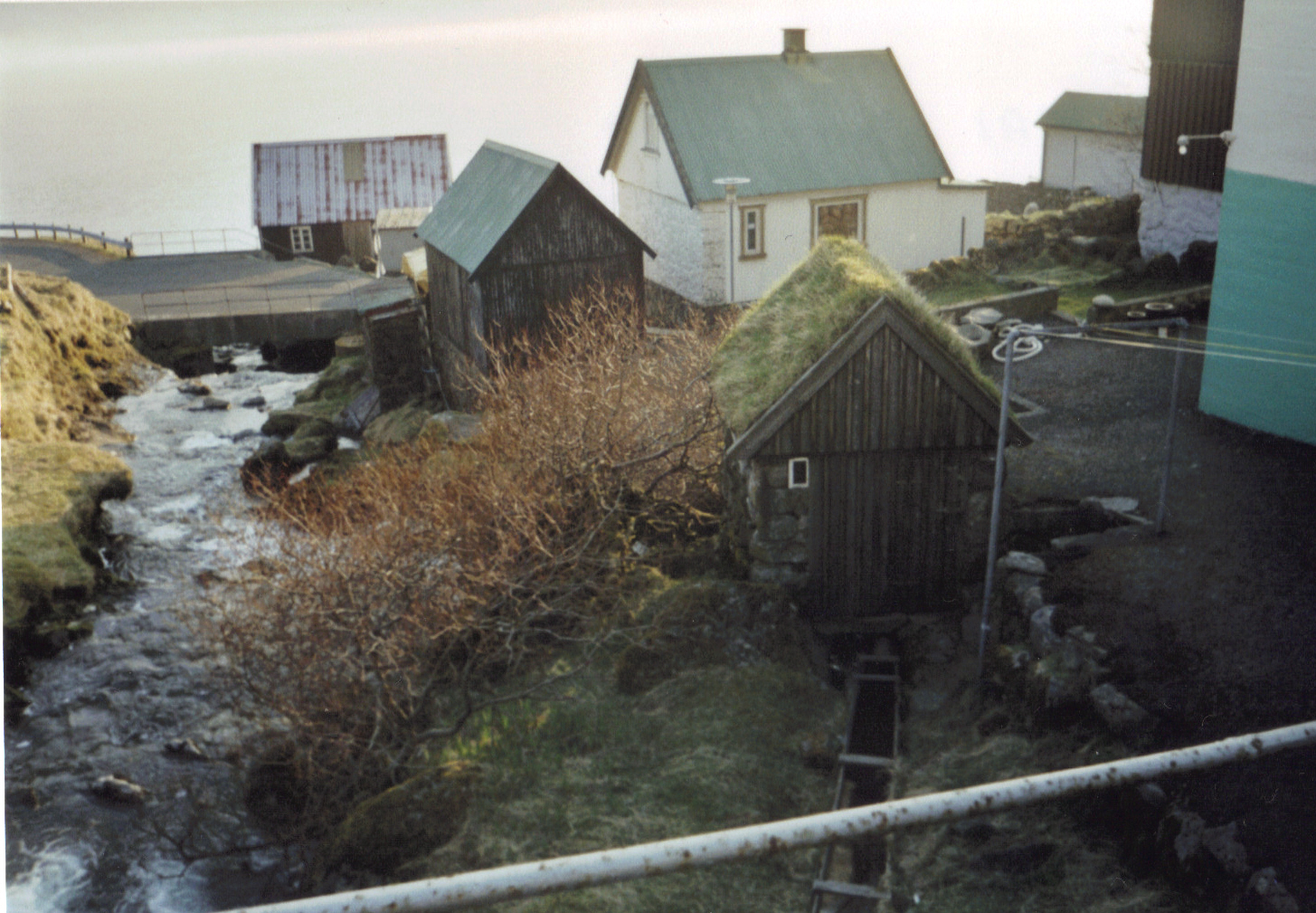
Un altro scorso del piccolo canale